# The Humpers
The Humpers — гараж панк-группа, основанная в 1989 году Скоттом Дрэйком, бывшим участником The Suicide Kings. Несмотря на то, что группа находилась в Калифорнии, они изначально получили популярность в Югославии, где вышла их дебютная EP запись My Machine (которая сегодня — уникальная редкость). Они выпустили две успешные долгоиграющие пластинки на лейбле Sympathy for the Record Industry и три долгоиграющие пластинки для лейблов Caroline/Epitaph. The Humpers вместе с товарищами по лейблу The Lazy Cowgirls, The Red Aunts,Trash Can School и Clawhammer, были частью «гараж панк ренессанса» («garage punk renaissance»), который расцвёл в Лос-Анджелесе в начале 1990-х. Ярые поклонники и дружелюбные к панк музыке клубы, такие как Raji’s в Голливуде и Bogart’s в Лонг Бич помогли заложить фундамент их будущего успеха. После того, как группа подписала контракт с лейблом Epitaph в 1995 году, она отправилась в тур по США и Европе, набрав популярность поклонников гаражной музыки в мировом масштабе.

## Дискография

### Студийные альбомы
- Euphoria, Confusion, Anger, Remorse (Epitaph Records, 1998)
- Plastique Valentine (Epitaph Records, 1997)
- Live Forever or Die Trying (Epitaph Records, 1996)
- Journey to the Center of Your Wallet (Sympathy for the Record Industry, 1994)
- Positively Sick on 4th Street (Sympathy for the Record Industry, 1993)
- My Machine (1990)

### EP
- Contractual Obligation (Sympathy for the Record Industry, 1996)
- The Dionysus Years (1996)

### Сборники
- Their Sympathetic Majesties Request Vol. 2 (Single Song-«St. Jon») (2001)
- (1998) Punk-O-Rama Vol. 3 (Single Song-«Steel-Toed Sneakers»)
- (1998) Goin' After Pussy: Teasers & Tidbits (Single Song-«Mutate with Me»)
- (1996) Punk-O-Rama Vol. 2 (Single Song-«Mutate with Me»)
- (1995) Happy Birthday, Baby Jesus (Single Song-«Run, Run Rudolph»)
- (1995) Punk Rock Xmas (Single Song-«Run, Run Rudolph»)
- (1995) RAFR (Single Song-«Thirteen Forever»)

## Дополнительные ссылки
- Realone player (недоступная ссылка)